# Герб Хорова
Герб Хорова — офіційний символ села Хорів, Рівненського району Рівненської області, затверджений 19 червня 1998 р. рішенням сесії Хорівської сільської ради. Герб є промовистим.
Автори — А. Гречило та Ю. Терлецький.

## Опис герба
Щит перетятий ламано (М-подібно), у верхньому золотому полі зелений листок конюшини, у нижньому чорному — два срібні листки конюшини.

## Значення символів
Ламані лінії вказують на одну з версій про походження назви поселення від горбистої місцевості (Горів), листки конюшини, золоте та чорне поля свідчать про багатство й урожайність земель села.
Щит увінчано червоною міською короною, що вказує на село, яке давніше було містечком.